# Henry Boisseaux
Pour les articles homonymes, voir Boisseau (homonymie).
Claude-Nicolas-Henry Boisseaux, né le 14 octobre 1821 à Dijon et mort le 20 novembre 1863 à Paris 5e, est un dramaturge et librettiste français d'opéras.

## Biographie
Boisseaux avait étudié le droit dans sa ville natale où l’attendait une charge importante, lorsqu’en 1852, il décida soudainement de monter à Paris tenter sa chance dans la carrière théâtrale. Moins de deux ans après, il débutait au Théâtre-Lyrique par un succès qui lui valut de collaborer avec Eugène Scribe. Au Secret de l’oncle Vincent (musique de Théodore Lajarte) succédèrent rapidement les opéras-comiques Broskovano, en 2 actes (musique de Deffès), les Petits Violons du roi, en 3 actes (musique de Deffès) et Madame Grégoire, en 3 actes (musique de Clapisson). Puis ce fut Astaroth, opéra-comique en un acte, (musique de Deffès), la Saint-Hubert, un acte en vers, représenté à l’Odéon, et enfin, son plus grand succès : les Trois Maupins, comédie en quatre actes, écrite avec Scribe et représentée au Gymnase.
En moins de dix années, Boisseaux, qui fut le dernier collaborateur d’Eugène Scribe, avait réussi à connaitre le succès lorsque la mort l’emporta prématurément à l’âge de 42 ans.

## Sources
- L’Illustration, vol. 42, Paris, J. Dubochet, 1863, p. 390.